# Cantonul Roujan
Cantonul Roujan este un canton din arondismentul Béziers, departamentul Hérault, regiunea Languedoc-Roussillon, Franța.

## Comune
- Fos
- Fouzilhon
- Gabian
- Magalas
- Margon
- Montesquieu
- Neffiès
- Pouzolles
- Roquessels
- Roujan (reședință)
- Vailhan